# Opius soledadensis
Opius soledadensis är en stekelart som beskrevs av Fischer 1964. Opius soledadensis ingår i släktet Opius och familjen bracksteklar. Inga underarter finns listade i Catalogue of Life.